# John Day River
Il John Day River è un affluente del fiume Columbia, con una lunghezza approssimativa di 457 km (284 mi), nell'Oregon nord-orientale, negli Stati Uniti. 
Il fiume è stato intitolato a John Day, un membro della spedizione della Pacific Fur Company verso la foce del fiume Columbia che partì dal Missouri nel 1810. Day si trovò ad affrontare condizioni molto difficili attraverso l'Oregon orientale durante l'inverno del 1811-12. Mentre discendeva il fiume Columbia nell'aprile del 1812, egli e Ramsay Crooks furono derubati e denudati dai Nativi Americani alla foce del fiume che ora porta il suo nome e ciò li costringense a compiere un viaggio di 130 km (80 miglia), in condizioni estreme, per tornare degli amichevoli Umatilla.
L'assenza di dighe sul fiume fa sì che il suo flusso vari notevolmente durante tutto l'anno a seconda del manto nevoso e delle precipitazioni all'interno del corso d'acqua.